# کنجکاو (ترانه)
«کنجکاو» یا «فقط تو نمی‌دانی» (انگلیسی: Curious یا Only You Don't Know) تک‌آهنگی از اولین آلبوم تک‌آهنگ گروه دخترانۀ اهل کره جنوبی یونیس به نام کنجکاو است که در ۶ اوت ۲۰۲۴ به‌عنوان قطعه اصلی آلبوم منتشر شد.